# 심이택 (1832년)
심이택(沈履澤, 1832년 ~ 1892년)은 조선 후기의 문신으로, 본관은 청송이고, 형조판서 심의면(沈宜冕)의 아들이다. 생부(生父)는 영의정에 증직된 심의린(沈宜麟)이다.
또한, 고종 때 영의정, 총리대신, 의정대신을 지낸 대한제국 공작 청녕공 심순택(靑寧公 沈舜澤)의 친동생이다.

## 생애
1857년(철종 8년) 정시문과에 급제하여, 1858년 규장각 대교, 1859년 옥당, 동래 암행어사를 거쳐, 의주부윤이 되었다. 고종이 즉위하고, 흥선대원군이 집권하자, 1864년(고종 1년) 의주 암행어사 이응하(李應夏)의 탄핵으로, 제주도에 유배당하였다. 곧바로, 삼사(三司)의 탄핵으로, 아버지 심의면(沈宜冕)은 공주목(지금의 충남 공주시)에 찬배(竄配)되는 유배형을, 심이택은 제주도에 가극(加棘)되는 유배형을 당하였다. 1865년 아버지 심의면이 유배지에서 죽자, 심의면은 죄가 탕척(蕩滌)되었고, 심이택은 방축향리(放逐鄕里)로 형벌이 감해졌다. 일련의 심의면 부자에게 일어난 참극은, 심의면이 철종 때, 안동 김씨 세력에 기대어, 자신을 조롱한 것에 대한, 흥선대원군의 처절한 복수극이었다. 1873년 흥선대원군이 실각하자, 심이택은 곧 바로 등용되어, 이조참의, 우부승지, 우승지를 지내고, 1876년 성균관 대사성, 1877년 개성부 유수, 1878년 전라도 관찰사를 지냈다. 1880년 광주부 유수, 1882년 한성부 판윤, 공조판서, 1884년 이조판서, 예조판서를 지내고, 1885년 형조판서, 호조판서, 판의금부사, 1886년 판돈녕부사, 이조판서, 1887년 의정부 좌참찬, 홍문관 제학, 세자시강원 우빈객, 예문관 제학을 지냈다. 1889년 내무 독판, 1891년 세자시강원 좌빈객 등을 지냈다.

## 가계
- 증조부 : 심풍지(沈豊之) - 예조판서, 증 좌찬성, 시호는 정간(貞簡)
- 증조모 : 증 정경부인 기계 유씨 - 첨정 유언수(兪彦銖)의 딸, 영의정 유척기(兪拓基)의 손녀
  - 조부 : 심능악(沈能岳) - 이조판서, 좌참찬, 판의금부사, 판돈녕부사
  - 조모 : 정경부인 평산 신씨
    - 부 : 심의린(沈宜麟) - 증 영의정
    - 모 : 증 정경부인 의령 남씨
      - 부인 : 정경부인 양주 조씨
        - 아들 : 심상완(沈相琬)
        - 아들 : 심상진(沈相璡) - 승지, 대사성 - 대한제국 공작 청녕공 심순택(靑寧公 沈舜澤)에게 입양됨
        - 며느리 : 청풍 김씨 - 예조판서 김규홍(金奎弘)의 딸, 좌찬성 김학성(金學性)의 손녀
        - 아들 : 심상유(沈相瑜) - 안산군수
        - 며느리 : 경주 김씨 - 김성호(金聖浩)의 딸
          - 손자 : 심덕섭(沈德燮)

      - 형: 심훈택(沈勛澤) - 평양서윤, 증 이조참판
      - 형수 : 증 정부인 한산 이씨
      - 형 : 심순택(沈舜澤) - 대한제국 공작 청녕공(靑寧公), 대훈위(大勳位), 영의정, 총리대신, 의정대신, 시호는 문충(文忠)
      - 형수 : 정경부인 한산 이씨
      - 형수 : 공작부인 능성 구씨

  - 양조부 : 심능달(沈能達) - 심풍지의 삼남, 증 이조판서
  - 양조모 : 증 정부인 광산 김씨 - 우의정 김희(金熹)의 딸
    - 양부 : 심의면(沈宜冕) - 형조판서
    - 양모 : 정부인 덕수 이씨 - 이노직(李魯直)의 딸, 영의정 이병모(李秉模)의 손녀

## 같이 보기
- 심풍지
- 심능악
- 심의면
- 심순택
- 흥선대원군